# San Rafael, Guadalupe Victoria
San Rafael är en ort i Mexiko.   Den ligger i kommunen Guadalupe Victoria och delstaten Puebla, i den sydöstra delen av landet, 190 km öster om huvudstaden Mexico City. San Rafael ligger 2 392 meter över havet och antalet invånare är 231.
Terrängen runt San Rafael är kuperad söderut, men norrut är den platt. Runt San Rafael är det ganska tätbefolkat, med 54 invånare per kvadratkilometer. Närmaste större samhälle är Guadalupe Victoria, 2,7 km sydost om San Rafael. Omgivningarna runt San Rafael är en mosaik av jordbruksmark och naturlig växtlighet.